# Tanaecia julii
Tanaecia julii är en fjärilsart som beskrevs av Bougainville 1837. Tanaecia julii ingår i släktet Tanaecia och familjen praktfjärilar. Inga underarter finns listade i Catalogue of Life.

## Bildgalleri

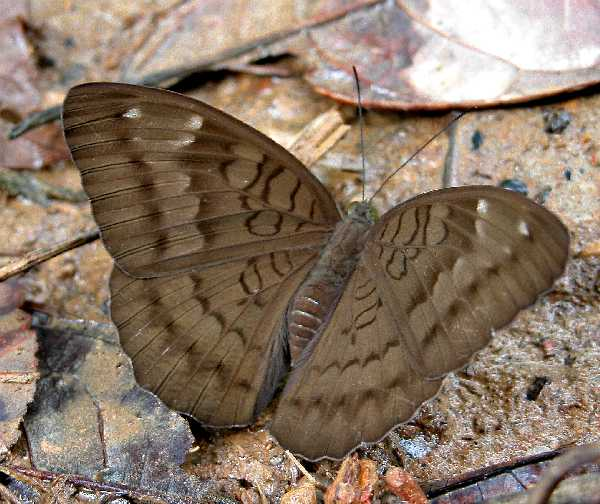
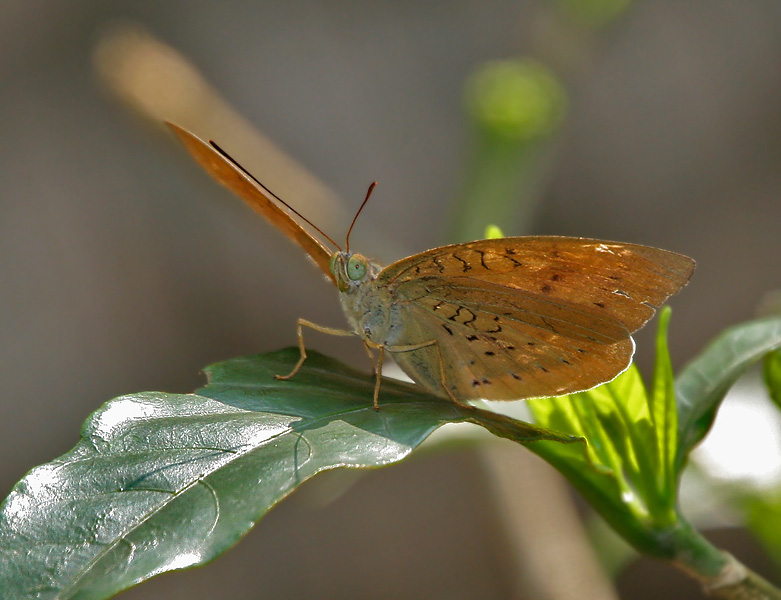
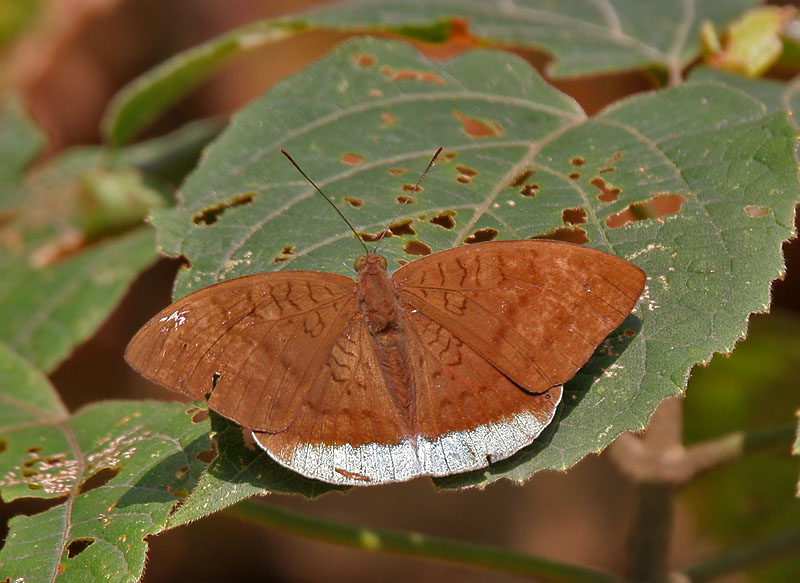
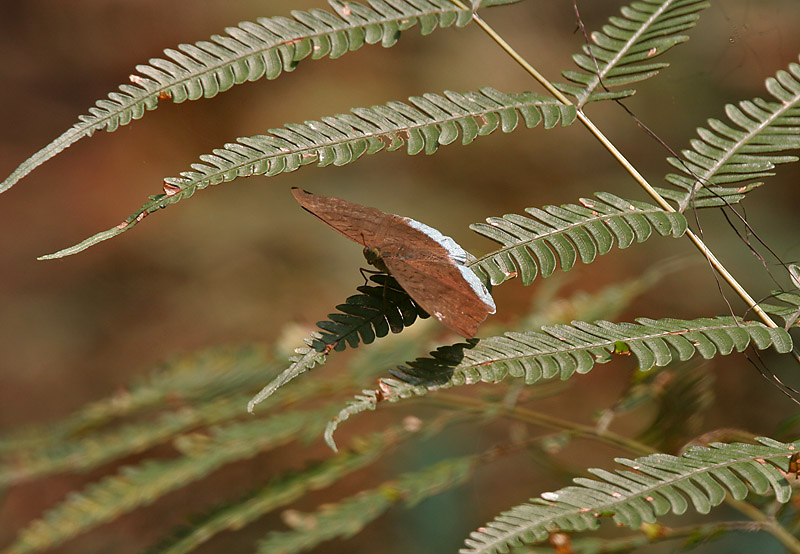
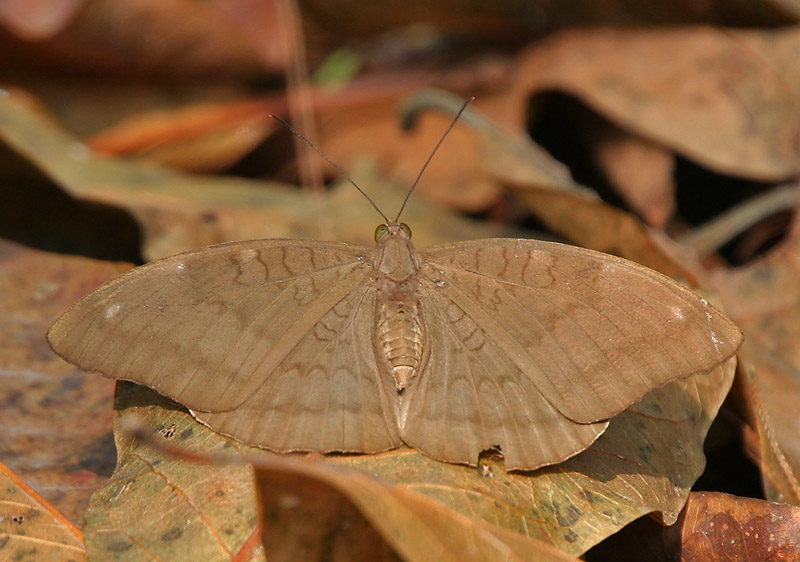
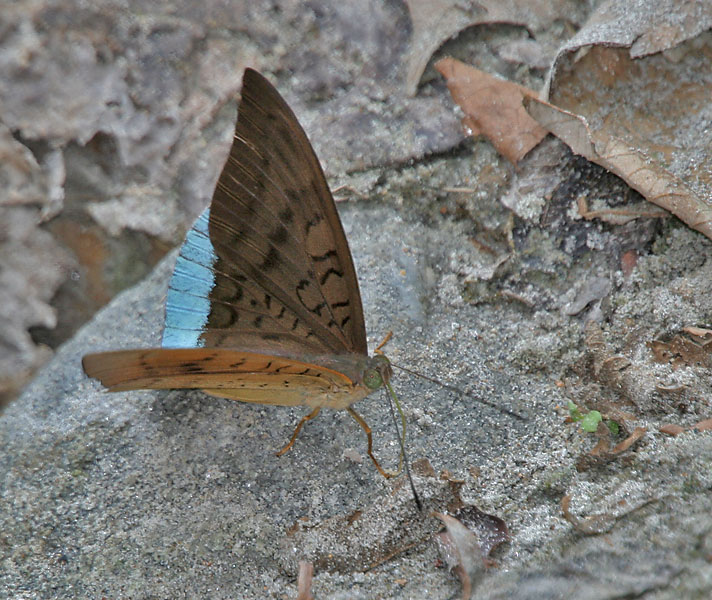